# Столова Гора (сузір'я)

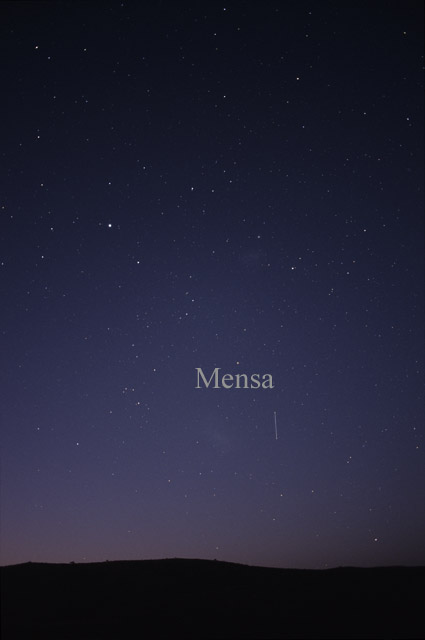
Столова Гора неозброєним оком.

Столо́ва Гора́ (лат. Mensa) — навколополярне сузір'я південної півкулі зоряного неба. Містить 24 зорі, видимих неозброєним оком. З території України не видно.

## Історія
Нове сузір'я. Запропоновано Нікола Лакайлем 1754 року. У 1756 році Лакайль запропонував французьку назву на честь Столової гори на Капському півострові у Південній Африці, де він проводив астрономічні спостереження під час експедиції по проєкту Паризької академії наук. У 1763 році, після смерті Лакайля, вийшла його робота «Coelum Australe Stelliferum» з латинським варіантом назви сузір'я Mons Mensae. У міжнародній астрономічній номенклатурі утвердився скорочений варіант назви — Mensa.

## Значимі об'єкти
Найяскравіша зоря Столової Гори — α Столової Гори лише 5,08 m, що робить це сузір'я найменш яскравим на небі. Α Столової Гори є подібною до Сонця зорею класу G5 V, розташована на відстані 33 світлових роки.
Також у Столовій Горі частково міститься галактика Велика Магелланова Хмара.